# Руинный мост (Александрия)
Руинный мост — каменный арочный мост через овраг в парке «Александрия» Петергофа. Памятник архитектуры, объект культурного наследия России федерального значения.
Получил название в XIX веке по располагавшимся поблизости руинам дворца А. Д. Меншикова «Монкураж». По слухам, при строительстве моста использовались фрагменты Монкуража.
Проект моста разработан А. А. Менеласом, утверждён в августе 1827 года, в том же месяце был создан фундамент. Работы шли пять месяцев, были закончены в сентябре 1828 года. В 1829 году мост был украшен четырьмя вазами из пудостского известняка, созданными артелью С. Копылова; он же сделал облицовку. За мостом была сделана плотина с водопадом.
Во время проживания императорской семьи во дворце Коттедж по этому мосту ездили на богослужения в Готическую капеллу. Самым ранним известным изображением моста является карандашный рисунок великого князя Александра Николаевича (1832 год).
Мост был взорван в 1941—1944 годах, от него остался восточный устой и два постамента с вазами. Сооружение было воссоздано в 2008 году. Во время производства работ при раскопках в культурном слое в русле ручья были найдены две другие вазы, считавшиеся утерянными.

## Конструкция
У моста три арочных пролёта, но из них сквозной только средний, остальные заложены, в их опорах были сделаны двери, окованные железом, и закрытые решётками амбразуры. Основной материал — кирпич, облицовка сделана из грубо обработанных гранитных валунов и путиловских известняковых плит. В качестве перил использованы лежащие на гранитных глыбах стволы берёз.